# Boécourt
Boécourt är en ort och kommun i distriktet Delémont i kantonen Jura, Schweiz. Kommunen har 961 invånare (2023). I kommunen finns även två mindre byar; Séprais och Montavon.